# San Giovanni (Casarsa della Delizia)
San Giovanni (San Zuan in friulano) è una frazione del comune di Casarsa della Delizia, in provincia di Pordenone.

## Storia
L'attuale frazione di San Giovanni ha costituito un comune autonomo in epoca preunitaria sino al 1847, quando si è unita a Casarsa. Fino a questa data il municipio aveva sede presso l'antica loggia paesana.
Oggi San Giovanni è la frazione più popolosa del comune, con circa un terzo degli abitanti, nonché la frazione più popolosa dell'intera provincia, se si eccettuano le frazioni del capoluogo Pordenone (che sono però quartieri).

## Monumenti e luoghi d'interesse

### Il Duomo

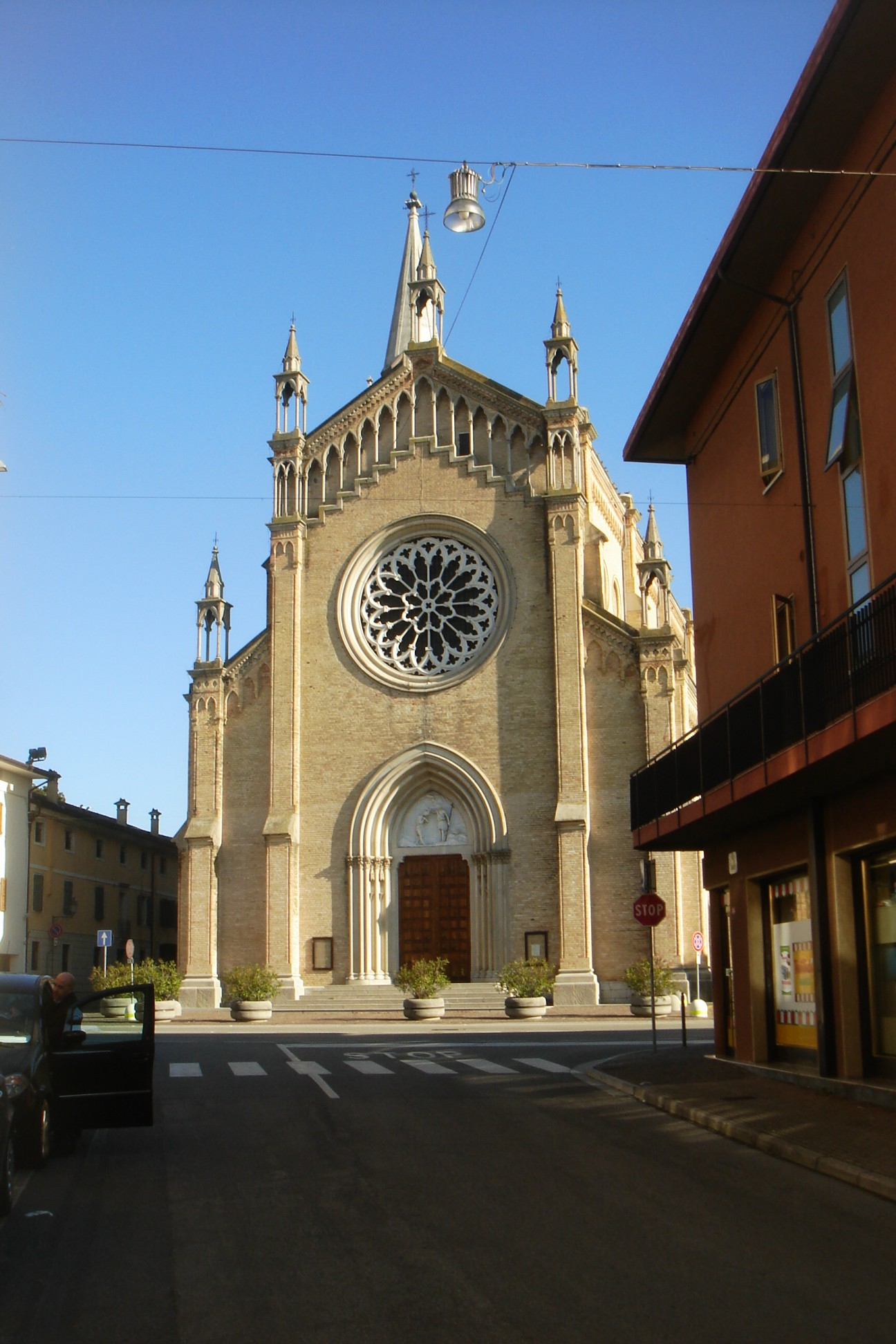
Facciata neogotica del Duomo

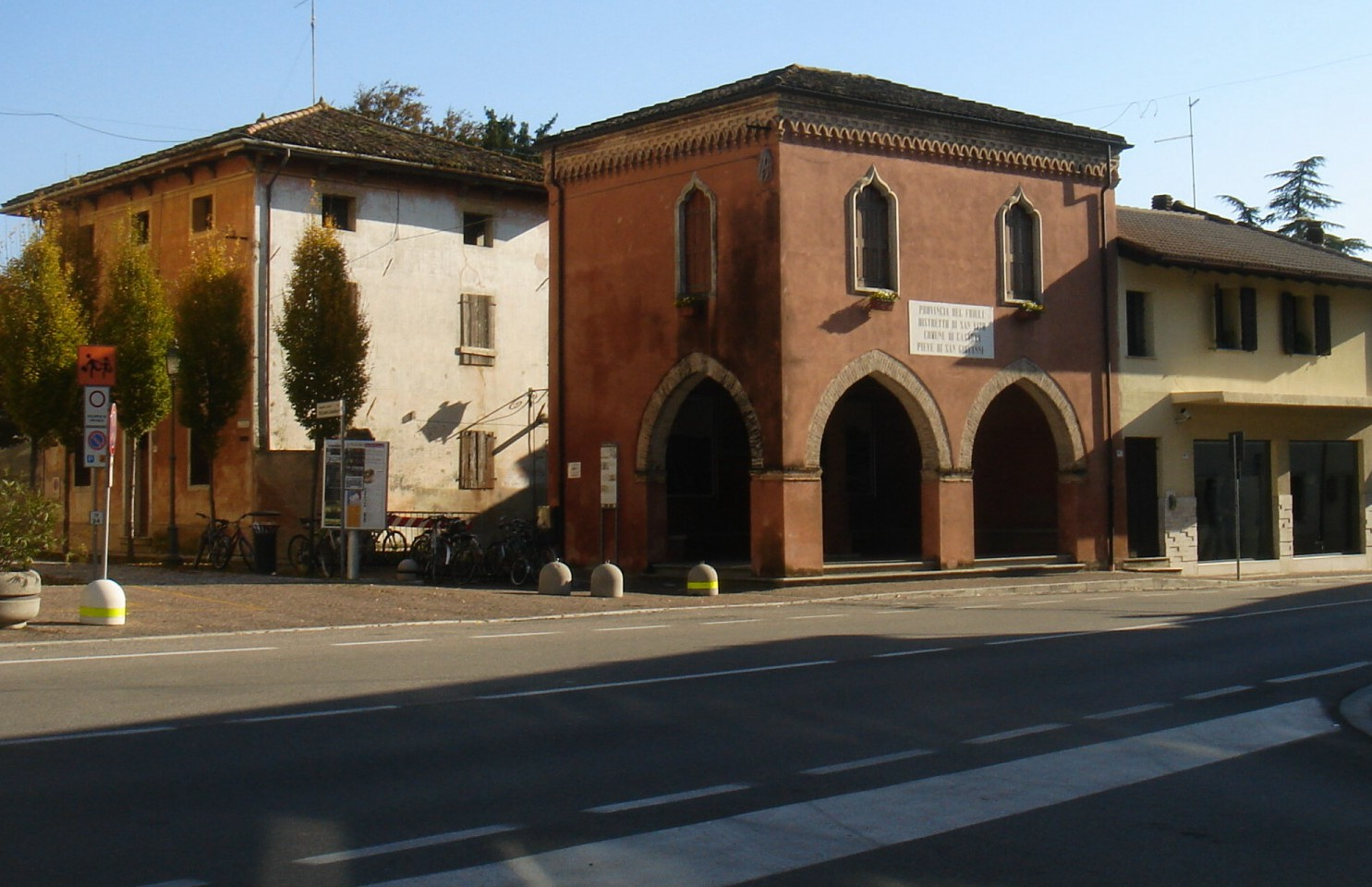
La loggia, luogo pasoliniano

In stile neogotico, il Duomo di San Giovanni è il centro del paese. Essa, iniziata alla fine dell'Ottocento e completata nel 1904, è frutto di una ricostruzione moderna su una precedente struttura religiosa di antiche origini (XIII secolo); la facciata, tripartita e a salienti, è decorata da un grande rosone.
All'interno, a tre navate, è custodita la pala dell'artista friulano Pomponio Amalteo Decollazione di San Giovanni Battista (1577).

### La loggia
Edificio a tre arcate ogivali situato a destra della facciata del duomo, la loggia di San Giovanni è uno dei luoghi maggiormente legati alla giovinezza del poeta Pier Paolo Pasolini: essa infatti è il sito presso il quale Pasolini affiggeva i manifesti politici che scriveva di suo pugno, spesso in friulano (ora custoditi presso il Centro Studi di Casarsa della Delizia), quando militava nel Partito Comunista locale. Sotto il portico del XIV secolo, è ben conservato un affresco rappresentante La Sacra Famiglia, opera dell'artista locale Leonardo Vio.

### Chiesetta di San Floriano
Risalente al XV secolo, la chiesetta di San Floriano (localmente anche "Chiesetta di San Floreano" dal friulano "Glesiuta di San Florean") è importante per il ciclo di affreschi cinquecentesco ben conservato al suo interno: gli affreschi, di Cristoforo Diana, rappresentano, per la gran parte scene della vita di San Floriano, al quale l'oratorio è dedicato.

### Chiesetta di Sant'Urbano
Piccolo e semplice edificio religioso, risalente al secolo XVII e sito in contrada Runcis, ad un centinaio di metri da Piazza della Vittoria. 
Al suo interno, affreschi dedicati alla Madonna e a Sant'Urbano, ed un altare in marmi policromi.